# Petar Trstenjak
Petar Trstenjak (Zagreb, 6. lipnja 1992.) hrvatski je juniorski hokejaš na ledu. Bio je napadač slovačkog Slovana iz Bratislave. Jedan je od tri brata hokejaša, najstariji Nikša igrao je za seniorsku momčad KHL Medveščak Zagreb, a najmlađi Tomo igrao za KHL Mladost.

## Karijera
Petar je svoj hokejašku karijeru započeo u prosincu 1996. godine na Šalati, s nepunih pet godina. Do odlaska u Slovačku bio je najbolji strijelac u svojoj kategoriji, a igrao je i za dvije godine stariju selekciju. Nakon što je u sezoni 2005./06. za svoj uzrast na 21 utakmici zabio 53 gola i dodao 9 asistencija, bilo je jasno da je prerastao domaće hokejaške okvire. Uslijedio je odlazak u inozemstvo. Njegova prva opcija bila je Zvolen, no nakon nekog vremena ta je opcija otpala. U travnju 2006. otišao je na probu u Slovan, da bi iste godine u osmom mjesecu već odigrao prve minute za novi klub. Od sezone 2007./08. je stalni član dorasta, momčadi do 18 godina. U sezoni 2009./10. za selekciju do 18 godina uspio je skupiti 23 boda (8 golova, 15 asistencija) u samo 12 utakmica, dok je 8 nastupa zabilježio u kategoriji do 20 godina.

## Vanjske poveznice
- Profil na Eurohockey.net
- Profil na Eliteprospects.com